# Fokföldi kárókatona
A fokföldi kárókatona vagy fokföldi kormorán (Phalacrocorax capensis) a madarak (Aves) osztályának a szulaalakúak (Suliformes) rendjébe, ezen belül a kárókatonafélék (Phalacrocoracidae) családjába tartozó faj.

## Előfordulása
Afrika déli részén, Angola, Mozambik, Namíbia és a Dél-afrikai Köztársaság tengertjain honos.

## Megjelenése
Testhossza 64 centiméter, szárnyfesztávolsága 109 centiméter, testtömege pedig 800–1600 gramm.